# Károly Kárpáti
Károly Kárpáti, né Kellner le 2 juillet 1906 à Eger et mort le 23 septembre 1996 à Budapest, est un lutteur hongrois, champion olympique et champion du monde de sa discipline.

## Palmarès

### Jeux olympiques
- Lutte aux Jeux olympiques d'été de 1932
- Médaille d'argent dans la catégorie des moins de 66 kg en lutte libre
- Lutte aux Jeux olympiques d'été de 1936
- Médaille d'or dans la catégorie des moins de 66 kg en lutte libre

### Championnats d'Europe
- Médaille d'argent dans la catégorie des poids plumes en lutte gréco-romaine 1927 à Budapest
- Médaille d'or dans la catégorie des poids légers en lutte libre en 1930 à Bruxelles
- Médaille de bronze dans la catégorie des poids légers en lutte gréco romaine en 1930 à Stockholm[2]
- Médaille de bronze dans la catégorie des poids mi-lourds en lutte libre en 1934 à Stockholm
- Médaille d'or dans la catégorie des poids légers en lutte libre en 1935 à Bruxelles